# История Оренбургской области
Оренбургская область — регион Российской Федерации, находящийся на территории, которая  охватывает юго-восточную окраину Восточно-Европейской равнины, южную оконечность Урала и южное Зауралье. 

## Древний период
Древнейшие следы обитания человека на территории современной Оренбургской области относятся к эпохе верхнего палеолита: стоянки Лабазы I и Лабазы II в низовьях реки Бузулук на севере Курманаевского района, Идельбаевская стоянка в районе Медногорска, местонахождения кремнёвых орудий на окраине села Новоузели и в овраге у посёлка Интернациональный в Матвеевском районе, «Донгузская плита» с изображением оленя на Илекском плато. К мезолиту относится Старотокская стоянка близ села Ивановка в Красногвардейском районе. К эпохе неолита относятся Староелшанская и Ивановская стоянки. Ко второй половине 5 — началу 4 тыс. до н. э. относятся памятники хвалынско-бережновской культурной группы (Турганикская, Ивановская стоянки, Ивановский дюнный могильник). Черепа из могильника Красноярка, расположенного к северо-востоку от села Юлты Красногвардейского района на правом берегу реки Ток, относятся к эпохе энеолита (4035—3992 гг. до н. э.).
В кургане 1 могильника ямной культуры Болдырево I в погребении взрослого человека, похороненного на правом боку, археологи нашли среди погребального инвентаря кроме бронзовых артефактов три предмета, откованные вхолодную из метеоритного железа в 2873—2471 гг. до нашей эры. 
К абашевской культуре относятся I Красиковскому могильник и могильник у Никифоровского лесничества. Также к бронзовому веку относятся поселения оседлых скотоводов срубной и алакульской археологических культур и горняков-металлургов на Каргалинских рудниках (крупнейший горно-металлургический центр в Северной Евразии).
В XVII — XVI веках до н. э. в Зауралье была создана целая сеть укреплённых валами городищ с курганными некрополями синташтинского типа. В Октябрьском районе в синташтинском грунтовом могильнике у горы Березовой найдены погребения носителей сейминско-турбинского транскультурного феномена.
К раннесарматской (прохоровской) культуре относятся курганы близ села Прохоровка Шарлыкского района. В кургане 1 под Прохоровкой нашли две серебряных фиалы с краткими надписями на парфянском и хорезмийском языках, начертанными буквами арамейского письма. Прохоровская надпись № 2 выполнена в той же технике, что и надпись № 3 из погребения № 6 в Исаковском могильнике № 1 саргатской культуры близ Исаковки (Омская область). Алексей Нечвалода сделал антропологическую реконструкцию головы по черепу мужчины сармата из филипповских курганов.
К эпохе средневековья относятся антропоморфные изваяния «каменные бабы», оставленные на территории Оренбургской области тюркоязычными кочевниками IX — XII веках.

## В составе России

### В Российской империи
С 30-х годов XVIII столетия, после принятия решения о добровольном вхождении в состав Российского государства башкирских и кыргыз-койсацких, ногайских племен, территория современного Оренбуржья стала активно осваиваться переселенцами из центральных губерний России.
В 1734 году была образована Оренбургская экспедиция, а 31 августа 1735 года у слияния Ори и Яика была заложена Оренбургская крепость. Сильные разливы рек в этом месте заставили начать в 1739 году подготовку к строительству нового города с прежним названием ниже по течению Яика, на Красной горе. 6 августа 1741 года он был заложен. Старый город получил название Орская крепость (нынешний город Орск). Выбранное место на Красной горе безлесное, каменистое и удалённое от реки, также оказалось неподходящим для строительства города. 19 (30) апреля 1743 года Оренбург был заложен в третий раз, на месте бывшей Бердской крепости (Бердского городка), в 70-ти верстах от Красногорского урочища у впадения в Яик реки Сакмары, окружённое лесами и пахотными землями. Теперь оно является историческим центром города. Город, выстроенный на Красной горе, получил название Красногорская крепость.
В 1744 году Оренбург стал центром Оренбургской губернии, учреждённой именным указом императрицы Елизаветы Петровны. Граница Оренбургской губернии доходила на севере до рек Исети и Камы, на западе у Самары и Ставрополя до Волги, шла несколько западнее реки Яик в нижнем её течении, на юге доходила до Каспийского и Аральского морей, на востоке доходила до реки Тобол и восточных пределов территорий кочевий Среднего казахского жуза.
В середине XVIII века было создано Оренбургское казачье войско.
С 5 октября 1773 года до 23 марта 1774 года Оренбург был осаждён армией Емельяна Пугачёва. 
В 1782 году была образована Оренбургская пограничная экспедиция для управления киргиз-кайсаками (казахами).
В 1816 году был образован Отдельный Оренбургский корпус, который обеспечивал охрану Оренбургской пограничной укреплённой линии от нападений киргиз-кайсаков (казахов).
В первой половине XIX века происходило массовое переселение ищущих свободной земли русских государственных крестьян из центрально-чернозёмных и других губерний в оренбургские степи. Указом 17 марта 1832 года государственным крестьянам было разрешено поселяться на землях Оренбургского казачьего войска с причислением в казачье сословие и отправлением линейной службы. 
С середины 1830-х годов в Оренбургском крае стала развиваться золотопромышленность. На базе Златоустовских заводов создали казенные золотодобывающие предприятия. В пределах современной Оренбургской области золото добывали у поселков Кваркено, Кумак и других.
Оренбургская губерния была в числе 17 регионов, признанных серьёзно пострадавшими во время голода 1891—1892 годов.
В конце XIX — начале XX века через территорию Оренбургского края были построены железные дороги от Челябинска до Владивостока и от Оренбурга до Ташкента. Это облегчило сбыт сельскохозяйственной и промышленной продукции. Оренбургская пшеница вывозилась в другие районы страны и за рубеж. В 1904 году в Оренбургской губернии было 7 металлургических заводов, 22 рудника, 165 золотых приисков. В 1914 году население Оренбурга достигло 100 тыс. человек, и он стал самым крупным по числу жителей городом Урала.

### В Казахской автономии
На I Всебашкирском съезде (курултае), состоявшемся 20—27 июля 1917 года в Оренбурге, и в работе которого приняли участие около 70 представителей Уфимской, Оренбургской, Самарской, Пермской и Челябинской губерний, произошло оформление национального движения за автономию Башкурдистана.
21–28 июля 1917 года в Оренбурге прошел 1-й Всеказахский съезд (настоящее название «Всекиргизский съезд», название «Первый всеказахский съезд» стало использоваться после 1936 года, когда было установлено современное русское наименование казахского этноса) , на котором была учреждена казахская политическая партия «Алаш», обсуждались формы государственного управления, автономия киргизских областей, земельный вопрос, избраны депутаты на Всероссийское учредительное собрание и на съезд мусульман России «Шура-и-Ислам».
2-й Всеказахский съезд (каз. Екінші жалпықазақ съезі - настоящее название «2-й Общекиргизский съезд», название «2-й всеказахский съезд» стало использоваться после 1936 года, когда было установлено современное русское наименование казахского этноса) — съезд казахской интеллигенции 5 (18) декабря — 13  ( 26 )  декабря  1917 года в Оренбурге), на котором была провозглашена Алашская автономия.
26 августа 1920 года Советское правительство (ВЦИК и СНК РСФСР) издало декрет «Об образовании Киргизской Автономной Советской Социалистической Республики» в составе РСФСР со столицей в Оренбурге (в казахской транскрипции: Орынбор) и установило, что органами управления Киргизской АССР являются местные Советы депутатов, ЦИК и Совнарком, а для управления военным аппаратом был учрежден Киргизский военный комиссариат.
4 октября 1920 года в Оренбурге состоялся Учредительный съезд Советов Киргизской АССР, Оренбургская губерния вошла в её состав, а город Оренбург стал столицей Киргизской АССР. 
Киргизская АССР была образована из населённых киргиз-кайсаками (так тогда называли казахов) Уральской, Тургайской и Семипалатинской областей, северной части Закаспийской области, Букеевской губернии и южной части Оренбургской губернии (с апреля 1925 года — Казакская АССР) со столицей в Оренбурге. 
Красными было подавлено Западно-Сибирское восстание (31 января 1921 г. - конец 1922 гг. в ряде регионов РСФСР - Тюменская губерния, Омская губерния, Челябинская губерния, Екатеринбургская губерния РСФСР, Акмолинская губерния Киргизская АССР) — крупнейшее антибольшевистское вооружённое выступление крестьян, казаков, части рабочих и городской интеллигенции в РСФСР.
В апреле 1925 года Оренбургская губерния была выведена из состава Киргизской(Казахской) автономии, столицу которой перевели в Ак-Мечеть (её переименовали в Кзыл-Орду).

### В РСФСР
Постановлением ВЦИК от 14 мая 1928 года в результате объединения упразднённых Оренбургской, а также Самарской, Ульяновской, Пензенской и части Саратовской губерний была сформирована Средне-Волжская область с административным центром в Самаре. Одновременно был образован Оренбургский округ, в который вошли бывшие Оренбургский и Орский уезды.
С 20 октября 1929 года Оренбургский округ входил в Средневолжский край.
30 июля 1930 года Оренбургский округ наравне с прочими был упразднён, а его районы напрямую подчинены Средневолжскому краю.
7 декабря 1934 года Президиум ВЦИК принял постановление об образовании Оренбургской области путём выделения её из Средневолжского края. Тогда же был утверждён состав оргкомитета по выборам Совета депутатов Оренбургской области, председателем которого был назначен К. Е. Васильев. Указом Президиума Верховного Совета СССР от 26 декабря 1938 года область была переименована в Чкаловскую (город Оренбург тем же указом был переименован в город Чкалов).
14 сентября 1954 года на Тоцком полигоне были проведены советские войсковые тактические учения под руководством маршала Жукова с применением ядерного оружия (кодовое название — «Снежок»).
До 4 декабря 1957 года Оренбургская область носила название Чкаловская.
В ноябре 1966 года на левом берегу Урала, неподалёку от Оренбурга, на разведочной скважине № 13 было открыто уникальное Оренбургское нефтегазоконденсатное месторождение.